# Бобровский (Кемеровская область)
Бобро́вский — посёлок в Мариинском районе Кемеровской области. Входит в состав Калининского сельского поселения.

## География
Центральная часть населённого пункта расположена на высоте 166 метров над уровнем моря.

## Население
По данным Всероссийской переписи населения 2010 года, в посёлке Бобровский проживает 39 человек (22 мужчины, 17 женщин).